# 蔡兆倫
蔡兆倫（？—），台灣兒童繪本作家，作品《看不見？》獲得2016年義大利波隆那童書展舉辦的拉加茲童書獎特殊主題佳作。

## 經歷
- 2017年9月，蔡兆倫與劉清彥、張淑瓊、盧俊義(牧師)在台北東門基督長老教會教授繪本課程[3]

## 作品
- 2010 《北極熊王子流浪記》 ，小兵出版社，姜子安著，蔡兆倫圖
- 2012《看不見》小兵出版社
- 2013《我睡不著》國語日報
- 2015《大樹是寶》小魯文化，何華仁主編，蔡兆倫版畫第18和第19頁。
- 2016《杯杯英雄》道聲出版社

## 得獎
- 《我睡不著》(國語日報)，獲得第四屆國語日報牧笛獎圖畫書首獎。

- 《看不見》（小兵出版社），獲得第37屆金鼎獎最佳兒童及少年圖書獎、2016義大利波隆那童書展拉加茲童書獎Disability[1]。、2013第三屆豐子愷兒童圖畫書獎佳作獎。

## 展覽
- 蔡兆倫與夏曼·藍波安、里慕伊·阿紀、陳又凌、甘耀明、阮慶岳、巴代、高翊峰、蘇偉貞、臥斧、周見信、御我一起參加新加坡書展[4]